# Vorzeitiger Ulnafugenschluss
Der vorzeitige Ulnafugenschluss ist die häufigste Ursache für Gliedmaßenfehlstellungen der Vordergliedmaße beim Haushund. Hierbei kommt es durch ein Trauma zu einem vorzeitigen Schluss der distalen Wachstumsfuge der Elle (Ulna) und anschließend zu einer Verkrümmung der Speiche. 

## Entstehung
Die distale Ulnafuge hat eine konische Form. Daher kommt bei quer einwirkenden Kräften eher zu einem Fugentrauma mit vorzeitigem Schluss der Wachstumsfuge denn zu einer Epiphysiolyse. Während die beiden Wachstumsfugen der Speiche je etwa zur Hälfte zum Längenwachstum des Knochens beitragen, trägt die untere (distale) Ulnafuge zu über 80 % zum Längenwachstum der Elle bei. Da beide Unterarmknochen durch die Membrana interossea antebrachii fest miteinander verbunden sind, spannt die im Wachstum zurückbleibende Elle den weiterwachsenden Radius ähnlich einem Bogen. Es kommt zu einer Biegung der Speiche nach vorn und zu einer Abweichung des Vorderfußwurzelgelenks zur Außenseite (Valgusstellung).
Eine Sonderform ist der retinierte Ulnazapfen, der vor allem bei großen Hunderassen wie der Deutschen Dogge auftritt. Hier liegt primär eine Störung der enchondralen Ossifikation vor, die aber ebenfalls zu einem verringerten Ellenwachstum führt.

## Symptome und Diagnostik
Der vorzeitige Ulnafugenschluss zeigt sich in wechselnder Lahmheit der betroffenen Gliedmaße. Bei längerem Bestehen kommt es zu der oben beschriebenen Deformation der Speiche (Biegung nach vorn und Carpus valgus).
Im Röntgenbild ist die Ulnafuge weiter geschlossen als die der Speiche. Beim retinierten Ulnazapfen zeigt sich eine flammenförmige Aufhellung der betroffenen Metaphyse.

## Behandlung
Die Behandlung richtet sich nach Umfang der Deformation und dem Alter des Tieres und damit dem noch zu erwartenden Längenwachstum. Bei einem noch wachsenden Tier wird die Elle chirurgisch durchtrennt (Osteotomie) und eventuell durch einen Nagel in der Markhöhle stabilisiert. Bei einer Valgusstellung von über 25° muss eine Korrekturosteotomie der Speiche durchgeführt werden.